# Microgaster steinbergi
Microgaster steinbergi är en stekelart som först beskrevs av Vladimir Ivanovich Tobias 1964.  Microgaster steinbergi ingår i släktet Microgaster och familjen bracksteklar. Inga underarter finns listade i Catalogue of Life.